# Il Grinch
Il Grinch (How the Grinch Stole Christmas!) è un racconto per bambini scritto in versi in rima dal Dr. Seuss, con illustrazioni dell'autore. Venne pubblicato come libro dalla Random House nel 1957, e più o meno allo stesso tempo in un numero del Redbook. Il libro critica la commercializzazione del Natale. Basandosi su un sondaggio online del 2007, la National Education Association nominò il libro come uno dei suoi "Teachers' Top 100 Books for Children". È stato uno dei "Top 100 Picture Books" di sempre in un sondaggio del 2012 dello School Library Journal. Il libro è stato adattato nel 1966 nel film d'animazione televisivo Come il Grinch rubò il Natale con protagonista Boris Karloff, nel 2000 nell'omonimo film live-action con protagonista Jim Carrey e nel 2018 nell'omonimo film d'animazione con protagonista Benedict Cumberbatch.

## Trama
Il Grinch vive in una grotta in cima al Briciolaio, situato sopra il paese di Chinonso. Il Grinch è un personaggio burbero con un cuore "di due taglie più piccolo", che odia particolarmente il Natale. Alla Vigilia di Natale si stufa infine di vedere le decorazioni e sentire tutta la musica e i canti nel villaggio, e desidera di poter impedire al giorno di Natale di arrivare a Chinonso. Quando vede il suo cane, Max, con la neve su tutto il muso a forma di una barba, decide di travestirsi da Babbo Natale e rubare il Natale.
Il Grinch si fa un cappotto e un cappello da Babbo Natale e traveste l'innocente Max da renna. Caricatisi dei sacchi vuoti su una slitta, viaggia verso Chinonso con qualche difficoltà. Nella prima casa viene quasi scoperto da Cindy Chi Lou, una piccola e dolce Nonsochi che si sveglia e lo vede rubare l'albero di Natale. Fingendo di essere Babbo Natale, il Grinch dice a Cindy Lou che sta solo portando l'albero nella sua officina per ripararlo, quindi le dà da bere e la rimanda a letto. Procede poi a svuotare tutte le case di cibo, regali, alberi, vischio e calze sul camino, portando via anche le decorazioni del villaggio.
Portandosi dietro la refurtiva, il Grinch e Max tornano sul monte Briciolaio. Prima di far cadere la slitta carica dalla montagna, il Grinch aspetta di sentire un triste grido dai Nonsochi. Tuttavia, nel villaggio, i Nonsochi cominciano gioiosamente a cantare canzoni di Natale, a dimostrazione che lo spirito del Natale prescinde dall'aspetto strettamente materialista della ricorrenza. Il Grinch comincia a capire il vero significato del Natale, anche se lo fa appena in tempo per impedire alla refurtiva di finire oltre il dirupo, e mentre cerca di impedire alla slitta di cadere il suo cuore si ingrandisce a dismisura concedendogli la forza necessaria per sollevare la slitta. Così riporta tutto ai Nonsochi e partecipa alla festa, avendo l'onore di affettare l'arrosto.